# Малая Горбунова
Малая Горбунова — деревня в Катайском районе Курганской области. Входит в состав Никитинского сельсовета.

## География
Малая Горбунова расположена на левом берегу реки Исети, примерно в 7 километрах к северо-западу от села Никитинского, в 19 километрах (в 23 километрах по автодороге) к западу от районного центра города Катайска, в 215 километрах (в 241 километре  по автодороге) к северо-западу от областного центра города Кургана. На противоположном берегу Исети находится деревня Большая Горбунова.

### Часовой пояс
Малая Горбунова, как и вся Курганская область, находится в часовой зоне МСК+2. Смещение применяемого времени относительно UTC составляет +5:00.

## История
Деревня Горбунова основана в XVII веке. В переписи Льва Поскочина 1680—1683 года указано, что в деревне Горбуновой было 15 дворов.
Первым переселился в 1676 году Иван Жданов, затем поселились Федот Воронов, Антип Дулепин, Якунка Ушинков, Якушка Крайчиков.
В «Переписной книге Тобольского уезда», составленной тобольским дворянином Иваном Семеновичем Полозовым и подьячим приказной палаты Яковым Лапиным в 1695 году записаны жители деревни Горбуновой Колчаданского острога. С 1781 года входила в Далматовский уезд Пермского наместничества. С 1796 года входила в Колчеданскую волость Камышловского уезда Пермской губернии. В конце XIX века разделилась на Большую и Малую.
В июле 1918 года установлена белогвардейская власть. В июле 1919 года установлена советская власть.
В 1919 году образован Горбуновский (Малогорбуновский) сельсовет. В 1923 году сельсовет вошёл в Каменский район Шадринского округа Уральской области. С 18 января 1935 года сельсовет входил в Катайский район. 16 июня 1962 года Мало-Горбуновский сельсовет упразднён.
В советские годы жители работали в колхозе имени Кирова. В 1957 году колхоз возглавил Артемий Анисимович Кирпищиков (1909—1986). В 1961 году колхоз вошёл в состав молочного совхоза «Красные Орлы».

## Население
| 1904 | 1920 | 1926 | 1989 | 2002 | 2004 | 2010 |
| ---- | ---- | ---- | ---- | ---- | ---- | ---- |
| 279  | ↗297 | ↗334 | ↘13  | →13  | ↘8   | →8   |

Национальный состав
- По данным переписи населения 2002 года, в Малой Горбуновой проживало 13 человек, все русские.
- По данным переписи 1926 года, в деревне Малая Горбунова было 74 двора с населением 334 человека, все русские.[6]